# Cyrtopogon sudator
Cyrtopogon sudator là một loài ruồi trong họ Asilidae. Cyrtopogon sudator được Osten-Sacken miêu tả năm 1877. Loài này phân bố ở vùng Tân Bắc giới.